# Geistiges Eigentum
Als geistiges Eigentum wird im Unterschied zum Eigentum an körperlichen Gegenständen (Sachen im Sinne des § 90 BGB) ein ausschließliches Recht an einem immateriellen Gut, etwa einem Kunstwerk oder einer technischen Erfindung, bezeichnet.
Das geistige Eigentum ist „Eigentum“ im Sinne des Art. 14 GG und des Art. 1 des 1. Zusatzprotokolls zur Europäischen Menschenrechtskonvention (EMRK). In Art. 17 Abs. 2 der Charta der Grundrechte der Europäischen Union (GRCh) wird es ausdrücklich geschützt. Die in Art. 17 Abs. 1 GRCh für das  Sacheigentum vorgesehenen Garantien sollen sinngemäß auch für das geistige Eigentum gelten. Das geistige Eigentum umfasst nach dem Willen des Konvents neben dem literarischen und dem künstlerischen Eigentum das Patent- und Markenrecht sowie die verwandten Schutzrechte.
In historisch-rechtsvergleichender Hinsicht gibt es jedoch kein einheitliches Begriffsverständnis.

## Geschichte

### Antike
Erfindungen gab es schon in der Antike, wie z. B. die der archimedischen Schraube oder des Zahnrads durch Ktesibios. Jedoch war der Gedanke des Schutzes des geistigen Eigentums bis ins 14. Jahrhundert unbekannt, weil der Gesichtspunkt der Ideenverwertung in der handwerklichen Produktion weniger wichtig war. Dennoch soll der heutige Begriff Plagiat auf den römischen Dichter Martial zurückzuführen sein, der seinen Dichterkollegen Fidentius, nachdem dieser seine Gedichte fälschlich als eigene ausgegeben hatte, als plagiarius ‚Menschenräuber‘, ‚Sklavenhändler‘, ‚Seelenverkäufer‘ beschimpft haben soll.

### Feudalismus und Absolutismus
Im Mittelalter gab es nur ansatzweise ein Recht am geistigen Eigentum. Es gab jedoch in einzelnen frühen Kulturen zeitlich und räumlich begrenzte Nutzungsrechte, beispielsweise an Rezepten oder an Zunftgeheimnissen. Sofern keine Verbote bestanden, war eine Nachahmung erlaubt. Vor der Erfindung des Buchdruckes durfte ein Buch beispielsweise abgeschrieben werden. Die Bearbeitung eines Stoffes durch viele verschiedene Künstler und Autoren war der Normalfall, ebenso die Übernahme oder Veränderung von Liedern und Musikstücken durch andere Musiker.
Vor Erfindung des Buchdruckes erfolgte die Belohnung des Schöpfers nicht durch einen Verkauf von Werken, sondern durch Belohnungen, die ohne Rechtspflicht erfolgten. Die Kunstschaffenden hatten meist eine gehobene gesellschaftliche Stellung inne, wurden von einem Mäzen (oft einem Landesfürsten) gefördert, oder waren in Klöstern oder Zünften organisiert und somit wirtschaftlich abgesichert. Allerdings waren schon damals Plagiate verpönt, Autoren fürchteten die Entstellung ihrer Werke bei der Vervielfältigung durch Abschreiben. Wenn ein Autor keine Veränderung seines Textes wollte, behalf er sich mit einem Bücherfluch – so wünschte Eike von Repgow, der Verfasser des Sachsenspiegels, jedem den Aussatz auf den Hals, der sein Werk verfälschte.
Hier berührt sich die rechtsgeschichtliche mit einer geistesgeschichtlichen Beobachtung: auch die Zitierpraxis war in jenen Zeiten eine wesentlich andere, weniger strenge, als heute. Der Rang eines Künstlers bemaß sich mehr nach seinen handwerklichen Fertigkeiten als nach der Originalität seiner Schöpfungen.
Bereits im späten Mittelalter, etwa ab dem 14. Jahrhundert, wurden Privilegien von den jeweiligen Herrschern, zum Teil auch von freien Reichsstädten erteilt, die es alleine dem Begünstigten erlaubten, ein bestimmtes Verfahren einzusetzen. Diese wurden durch eine öffentliche Urkunde (lateinisch litterae patentes ‚offener Brief‘) erteilt. Ein Beispiel ist die Reise in die Niederlande von Albrecht Dürer zum Schutz seiner Kupferstiche durch Kaiser Karl V.
Oft bestand der Zweck des Privilegs jedoch weniger im Ausschluss anderer, sondern in der Befreiung von Zunftregeln oder anderen Vorschriften. Als erste gesetzliche Regelung führte Venedig bereits 1474 ein Patentgesetz ein, nach dem ein Erfinder durch die Anmeldung bei einer Behörde einen zeitlich begrenzten Schutz gegen Nachahmung erhalten konnte.
Auch bei Aufkommen des Buchdrucks im 15. Jahrhundert standen zunächst Privilegien auf die technische Vervielfältigung, die oft eine erhebliche Investition erforderte, im Vordergrund (Druckerprivilegien). Diese wurden oft nur für bestimmte Werke erteilt, was dem Souverän gleichzeitig eine Möglichkeit zur Zensur gab. Erst im 16. Jahrhundert kamen parallel dazu Autorenprivilegien auf. Meistens erwarb jedoch der Verleger durch den Kauf des Manuskripts und der Zustimmung des Urhebers zur Erstveröffentlichung ein Nachdruckrecht. Auch das erste Urhebergesetz, die britische Statute of Anne (1710) orientierte sich hauptsächlich am Schutz des Verlegers.

### Umbruch im 18. Jahrhundert
Die im 16. und 17. Jahrhundert zum Privateigentum entwickelten Postulate, etwa von John Locke in der Arbeitstheorie wurden im 18. Jahrhundert auf Literatur, Kunst und technische Erfindungen übertragen. Wie nun jede Person über ihre eigenen Gedanken und Handlungen entscheiden dürfe, müssten auch ihre Schöpfungen als Produkt ihrer geistigen Arbeit und damit als ihr „geistiges Eigentum“ geschützt werden. Dabei unterschieden insbesondere Nikolaus Hieronymus Gundling und Justus Henning Böhmer zwischen dem Sacheigentum an Verkörperungen des Werkes, etwa an Handschriften, Büchern, Vorrichtungen einerseits und dem Recht an Immaterialgütern, also am Werk oder an der Erfindung andererseits. Gundlings Schrift von 1726 gilt als erste Monographie zum geistigen Eigentum.
Dem naturrechtlichen Standpunkt entsprechend sollte das Urheberrecht ewig andauern. Die in der Folge entstandenen Urheberrechtsgesetze (Frankreich 1791, Preußen 1837) sahen jedoch nur eine Schutzfrist für eine gewisse Zeit nach dem Tod des Autors (post mortem auctoris) vor.

### Neuzeit
Die großen kontinentaleuropäischen Kodifikationen des Code civil (1804) und des Bürgerlichen Gesetzbuchs (1900) kennen in ihrer römisch-rechtlichen Tradition nur Eigentum an körperlichen Gegenständen (§ 903, § 90 BGB). Regelungen zum geistigen Eigentum überließ man den Sondergesetzen oder lehnte sie im Hinblick auf die Gewerbefreiheit auch gänzlich ab, namentlich die Historische Rechtsschule um Friedrich Carl von Savigny.

## Begriff des „geistigen Eigentums“

### Nationale Ebene
Gemeinhin wird zwischen dem Urheberrecht und den gewerblichen Schutzrechten unterschieden.
Das Urheberrecht entsteht formlos aufgrund des Realakts der Werkschöpfung, die gewerblichen Schutzrechte hingegen erst durch einen Registrierungsakt, etwa die Anmeldung beim Deutschen Patent- und Markenamt. Deshalb wird der Begriff des geistigen Eigentums in Italien und Spanien nur für urheberrechtlich geschützte künstlerisch-schöpferische Werke verwendet (proprietà intellettuale bzw. propiedad intelectual). In der französischen Rechtslehre ist ungeachtet der Kodifikation des Code de la propriété intellectuelle von 1992 nach wie vor umstritten, ob es überhaupt ein geistiges Eigentum (propriété) geben könne. Das österreichische Sachenrecht bezeichnet in § 353 des Allgemeinen bürgerlichen Gesetzbuchs (ABGB) dagegen als Eigentum im objektiven Sinn „alles, was jemanden zugehöret, alle seine körperlichen und unkörperlichen Sachen“.
Das deutsche Privatrecht spricht seit der Systematisierung durch Josef Kohler und Rudolf Klostermann in der zweiten Hälfte des 19. Jahrhunderts zusammenfassend von „Immaterialgüterrecht“. Der deutsche Gesetzgeber verwendet den Begriff des geistigen Eigentums in § 5 Abs. 2 Nr. 3 UWG.
Schien sich trotz gewisser Mängel der naturrechtliche Begriff des geistigen Eigentums gegenüber anderen Begriffen durchzusetzen, so ist inzwischen keine klare Tendenz mehr zu erkennen. Eine der in Deutschland führenden juristischen Fachzeitschriften zum Thema heißt Gewerblicher Rechtsschutz und Urheberrecht (GRUR), die Fachanwaltsbezeichnung beschränkt sich auf den gewerblichen Rechtsschutz (Fachanwalt für gewerblichen Rechtsschutz) und umfasst bei den für die Verleihung nachzuweisenden besonderen Kenntnissen nur urheberrechtliche Bezüge des gewerblichen Rechtsschutzes (§ 14 f. Fachanwaltsordnung). Das Max-Planck-Institut für Immaterialgüter- und Wettbewerbsrecht nannte sich bis zum 31. Dezember 2010 „Max-Planck-Institut für Geistiges Eigentum, Wettbewerbs- und Steuerrecht“. Es war 1966 als „Max-Planck-Institut für ausländisches und internationales Patent-, Urheber- und Wettbewerbsrecht“ gegründet worden.

### Internationale Ebene
Die frühen internationalen Konventionen widmeten sich noch getrennt dem Schutz des „gewerblichen Eigentums“ (Pariser Verbandsübereinkunft zum Schutz des gewerblichen Eigentums (PVÜ) von 1883) und dem Schutz der Rechte der Urheber an ihren Werken der Literatur und Kunst (Berner Übereinkunft zum Schutz von Werken der Literatur und Kunst ((R)BÜ) von 1886).
Die Zusammenführung beider Bereiche erfolgte 1967 auf institutioneller Ebene, indem das Büro zur Verwaltung der Abkommen in die Weltorganisation für geistiges Eigentum (World Intellectual Property Organization – WIPO; Organisation Mondiale de la Propriété Intellectuelle – OMPI) überführt wurde.  Mit Rücksicht auf den Aufgabenbereich der neuen Organisation, den Schutz des geistigen Eigentums weltweit zu fördern, wird der Begriff des geistigen Eigentums umfassend definiert und erfasst „die wissenschaftlichen Entdeckungen, den Schutz gegen unlauteren Wettbewerb und alle anderen Rechte, die sich aus der geistigen Tätigkeit auf gewerblichem, wissenschaftlichem, literarischem oder künstlerischem Gebiet ergeben“.
Seit dem Übereinkommen der Welthandelsorganisation über handelsbezogene Aspekte der Rechte des geistigen Eigentums (Trade-Related Aspects of Intellectual Property Rights; Aspects des droits de propriété intellectuelle qui touchent au commerce) von 1994 hat sich der  Begriff des intellectual property und seine Übersetzungen in der internationalen Rechtsprache etabliert.
Im europäischen Primärrecht wurde der Begriff erstmals im Vertrag von Amsterdam erwähnt (Art. 207 AEUV). Im Sekundärrecht schufen insbesondere die Verordnungen über die Gemeinschaftsmarke (inzwischen Unionsmarke), den gemeinschaftlichen Sortenschutz und das Gemeinschaftsgeschmacksmuster gemeinschaftsweit einheitliche Rechte. Zuvor zählte bereits der Europäische Gerichtshof (EuGH) auch die vermögenswerten Aspekte des Urheberrechts sowie den Schutz geographischer Herkunftsbezeichnungen zum gewerblichen und kommerziellen Eigentum im Sinne des Art. 30 EGV/Art. 36 AEUV. Zuständige Organisationen sind die Europäische Patentorganisation (EPO) und die Eurasische Patentorganisation (EAPO).

## Geistiges Eigentum im deutschen Recht

Übersicht

### Systematik
Das Urheberrecht, eine bestimmte Schöpfungshöhe vorausgesetzt, schützt vor allem die Literaten und Künstler und will eine angemessene Anerkennung und Entlohnung ihrer geistigen Werke (Texte, Kompositionen, Bilder etc.) gewährleisten. Das Patent- und Markenrecht dagegen betrifft in erster Linie den gewerblichen Nutzen und die kommerzielle Verwertung einer Erfindung (Neuheit) oder Marke im Interesse von Produzenten und Konsumenten.
Zum gewerblichen Rechtsschutz werden deshalb nur die gewerblichen Schutzrechte gezählt, nicht das Urheberrecht, da es den Schutz persönlicher geistiger Schöpfungen betrifft, die dem künstlerischen und nicht dem gewerblichen Bereich entstammen.
Nicht schutzrechtlich geschützte Waren und Dienstleistungen sind gemeinfrei und unterliegen wettbewerbsrechtlich der Nachahmungsfreiheit.
Folgende sehr unterschiedliche und miteinander konkurrierende Rechte werden unter dem Begriff „geistiges Eigentum“ zusammengefasst:
- das Urheberrecht an persönlichen geistigen Schöpfungen der Literatur, Wissenschaft und Kunst
- dem Urheberrecht verwandte Schutzrechte (§§ 70 ff. UrhG)
  - an wissenschaftlichen Ausgaben und nachgelassenen Werken
  - an Lichtbildern
  - des ausübenden Künstlers
  - des Herstellers eines Tonträgers
  - des Sendeunternehmers
  - des Datenbankherstellers
  - des Presseverlegers
- gewerbliche Schutzrechte
  - technische gewerbliche Schutzrechte
    - Patente
    - Ergänzende Schutzzertifikate
    - Gebrauchsmuster
    - Sortenschutz (Pflanzenzüchtungen)
    - Halbleiterschutz bzw. Schutz von Topografien

  - nichttechnische gewerbliche Schutzrechte
    - Marken (ehemals Warenzeichen)
    - Geografische Herkunftsangaben
    - eingetragene Designs (Designs und Modelle)
    - Geschäftliche Bezeichnungen (Unternehmenskennzeichen und Werktitel)
- Geschäftsgeheimnisse
- Wettbewerbsrechtlicher Leistungsschutz

### Gewerbliche Nutzung
Um Immaterialgüterrechte kommerziell zu verwerten, können daran einfache oder ausschließliche Nutzungsrechte durch den Rechteinhaber eingeräumt werden (Lizenz). Der Lizenzgeber kann ein Exklusivrecht verleihen oder mehrere einfache Lizenzen an mehrere unterschiedliche Nutzer erteilen wie bei bestimmten Lizenzen von Creative Commons, bei denen auf das Urheberrecht weitgehend verzichtet wird. Rechtlich wird die einfache Lizenz überwiegend als eine Form der Rechtspacht angesehen.

### Rechtsschutz
Strafrechtlich ist das geistige Eigentum insbesondere im Nebenstrafrecht geschützt, etwa gegen eine Urheberrechtsverletzung (§ 106 UrhG), Technologiediebstahl oder Produktpiraterie.
Auf europäischer Ebene regelt die sog. Durchsetzungsrichtlinie die zur zivil- und strafrechtlichen Durchsetzung der Rechte des geistigen Eigentums einschließlich der gewerblichen Schutzrechte erforderlichen Maßnahmen, Verfahren und Rechtsbehelfe, um im gesamten Binnenmarkt einen gleichwertigen Schutz geistigen Eigentums zu gewährleisten.

## Russland ab 2022
In Russland gab es nach dem Russischen Überfall auf die Ukraine und den dadurch ausgelösten westlichen Sanktionen Bestrebungen, die Rechte derjenigen Firmen aufzuheben, welche 2022 ihre Waren nicht mehr in Russland verkaufen wollten, dies, nachdem bereits ab Ende März 2022 und bis November (dann zum Beispiel Marvel, DC Comics und Disney Pixar) viele illegale Parallelimporte «legalisiert» worden waren.

## Kritik

### Rechtswissenschaft
Die Vorstellung eines einheitlichen (monistischen), unübertragbaren Urheberrechts im Sinne eines Urheberpersönlichkeitsrechts wird als nicht mehr zeitgemäß erachtet. Sie sei noch immer am volkswirtschaftlich gesehen unbedeutenden Einzelschöpfer ausgerichtet. Geisteswerke hätten in der modernen postindustriellen Wirtschaft jedoch eine Bedeutung erlangt, die während der industriellen Revolution den Sachen als Produktionsmitteln zukam. Der beispielsweise im US-amerikanischen Copyright law verwirklichte vertragsrechtliche Urheberschutz sei daher vorzugswürdig, da er den heutigen ökonomischen Aspekten des Urheberrechts angemessen Rechnung trage und eine Vermarktung ähnlich den gewerblichen Schutzrechten erlaube.
Dieser Gedanke ist in Deutschland erst ansatzweise in §§ 88 ff. UrhG für Filmwerke verwirklicht, die wissenschaftliche Diskussion über die digitale Rechteverwaltung noch im Fluss. Ein wie bei der Verknüpfung von Verwertungs- und Persönlichkeitsrechten im unübertragbaren Urheberrecht vergleichbares Schutzniveau ist noch nicht hinreichend untersucht.

### Politik
In den letzten Jahren bildeten sich vermehrt politische Bewegungen, die den Begriff „geistiges Eigentum“ grundsätzlich ablehnen. Insbesondere die Piratenbewegung hat in Europa zur Gründung mehrerer nationaler Piratenparteien geführt, die im Zusammenhang mit der Verurteilung der Betreiber des BitTorrent-Trackers The Pirate Bay auch zu einer parlamentarischen Beteiligung geführt hat.

## Rechtsquellen

### Supranational
- Welturheberrechts-Abkommen (1952, rev. 1971)
- Internationales Abkommen über den Schutz der ausübenden Künstler, der Hersteller von Tonträgern und der Sendeunternehmen (Rom-Abkommen, KstlSchA) (1961)
- Übereinkommen zum Schutz der Hersteller von Tonträgern gegen die unerlaubte Vervielfältigung ihrer Tonträger (TontrSchÜ) (1971)
- WIPO-Urheberrechtsvertrag (WCT) (1996)
- WIPO-Vertrag über Darbietungen und Tonträger (WPPT) (1996)
- Madrider Abkommen über die internationale Registrierung von Marken (MMA) (1891)
- Protokoll zum Madrider Abkommen über die internationale Registrierung von Marken (PMMA) (1989)
- Madrider Abkommen über die Unterdrückung falscher oder irreführender Herkunftsangaben auf Waren (MHA) (1891)
- Haager Abkommen über die internationale Hinterlegung gewerblicher Muster und Modelle (HMA) (1925)
- Internationales Übereinkommen zum Schutz von Pflanzenzüchtungen (UPOV) (1961)
- Vertrag über die Internationale Zusammenarbeit auf dem Gebiet des Patentwesens (Patentzusammenarbeitsvertrag – PCT) (1970)
- Treaty on Intellectual Property in Respect of Integrated Circuits
- Wiener Abkommen über den Schutz typographischer Schriftzeichen und ihre internationale Hinterlegung (noch nicht in Kraft)

### Europa
- Übereinkommen über die Erteilung europäischer Patente (Europäisches Patentübereinkommen – EPÜ)
- Eurasisches Patentübereinkommen (EAPÜ)

#### Europäische Union (EU)
- Richtlinie 87/54/EWG über den Rechtsschutz der Topografien von Halbleitererzeugnissen
- Richtlinie 89/104/EWG zur Angleichung der Rechtsvorschriften der Mitgliedstaaten über die Marken (Markenrichtlinie)
- Richtlinie 91/250/EWG über den Rechtsschutz von Computerprogrammen
- Richtlinie 98/44/EG über den rechtlichen Schutz biotechnologischer Erfindungen (Biotechnologierichtlinie)
- Richtlinie 98/71/EG über den rechtlichen Schutz von Mustern und Modellen
- Richtlinie 2001/29/EG zur Harmonisierung bestimmter Aspekte des Urheberrechts und der verwandten Schutzrechte in der Informationsgesellschaft
- Richtlinie 2004/48/EG des Europäischen Parlaments und des Rates vom 29. April 2004 über die Maßnahmen und Verfahren zum Schutz der Rechte an geistigem Eigentum
- Richtlinie 2016/943/EU zum Schutz von Geschäftsgeheimnissen
- Übereinkommen über das europäische Patent für den Gemeinsamen Markt (Gemeinschaftspatentübereinkommen) (nicht in Kraft)

### Deutschland
- Gesetz über Urheberrecht und verwandte Schutzrechte (Urheberrechtsgesetz – UrhG)
- Gesetz betreffend das Urheberrecht an Werken der bildenden Künste und der Photographie (Kunsturheberrechtsgesetz – KunstUrhG/KUG) (Recht am eigenen Bild, sonst weitgehend ersetzt durch das Urhebergesetz)
- Patentgesetz (PatG)
- Gesetz über den rechtlichen Schutz von Design (Designgesetz, DesignG)
- Gebrauchsmustergesetz (GebrMG)
- Sortenschutzgesetz (SortSchG)
- Gesetz über den Schutz der Topographien von mikroelektronischen Halbleitererzeugnissen (Halbleiterschutzgesetz – HalblSchG)
- Gesetz über den Schutz von Marken und sonstigen Kennzeichen Markengesetz (Marken, Geschäftliche Bezeichnungen, Geografische Herkunftsangaben) und Markenverordnung
- Gesetz gegen den unlauteren Wettbewerb (UWG) (Geschäftsgeheimnisse und ergänzender Leistungsschutz)
- Gesetz über die Erstreckung von gewerblichen Schutzrechten (Erstreckungsgesetz) (Erstreckung der Rechte auf das Beitrittsgebiet)